# وزارة حسين سري باشا الخامسة
وزارة حسين سري باشا الخامسة هي الوزارة الثامنة والستون في مصر، صدر المرسوم الملكي بتشكيلها في 2 يوليو 1952.:523:526

## أعضاء الحكومة
| الوزارة                                            | الوزير                       |
| -------------------------------------------------- | ---------------------------- |
| رئيس مجلس الوزراء ووزير الخارجية والحربية والبحرية | حسين سري باشا                |
| وزير الداخلية                                      | محمد هاشم باشا               |
| وزير العدل                                         | علي بدوي بك                  |
| وزير الأشغال العمومية والمالية والاقتصاد           | نجيب إبراهيم باشا            |
| وزير المواصلات                                     | سيد عبد الواحد بك            |
| وزير المعارف العمومية                              | محمد سامي مازن بك            |
| وزير الشئون الاجتماعية                             | أحمد زكي بك                  |
| وزير الصحة العمومية                                | محمود صلاح الدين بك          |
| وزير الشئون البلدية والقروية                       | محمد علي راتب باشا           |
| وزير الأوقاف                                       | الشيخ محمد أحمد فرج السنهوري |
| وزير الزراعة                                       | محمد علي الكيلاني بك         |
| وزير التجارة والصناعة                              | عبد المعطي خيال بك           |
| وزير التموين                                       | حسين كامل الغمراوي بك        |
| وزير دولة                                          | كريم ثابت باشا               |